# توکواکی فوجیتا
توکواکی فوجیتا (انگلیسی: Tokuaki Fujita؛ زادهٔ ۱۰ ژانویهٔ ۱۹۴۱) ورزشکار و کشتی‌گیر اهل کشور ژاپن است. او در بازی‌های المپیک تابستانی ۱۹۶۴ به رقابت پرداخت.